# Wiebke Herrmann

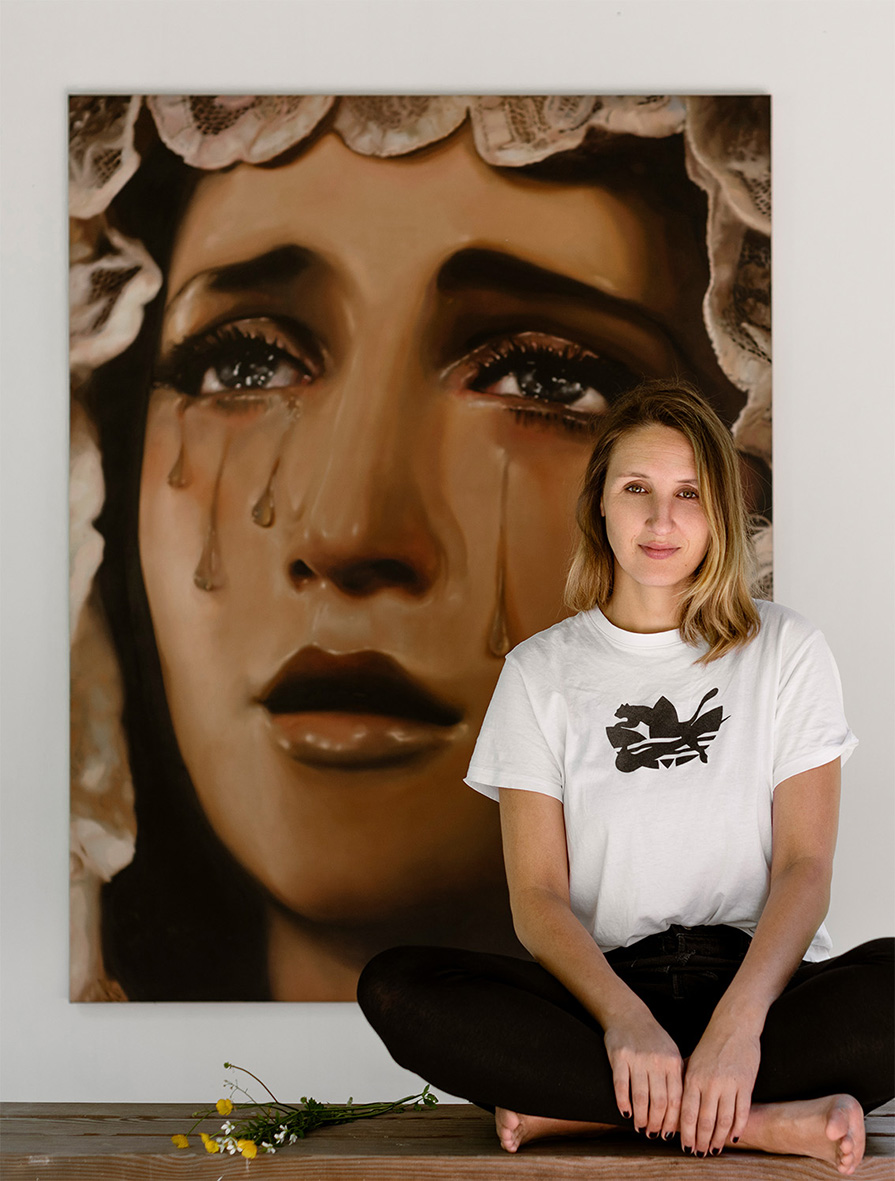
Wiebke Herrmann vor Madonnendarstellung, 2023

Wiebke Herrmann (* 1987 in Dresden) ist eine deutsche bildende Künstlerin, die sich auf figurative, realistische Ölmalerei spezialisiert hat.  

## Ausbildung
Wiebke Herrmann begann 2009 ihr Kunststudium an der Hochschule für Bildende Künste Dresden (HfBK Dresden). Nach einem ersten Jahr in der Bildhauerklasse folgte 2010 der Wechsel in die Malereiklasse von Professor Christian Macketanz. 2016 schloss sie ihr Studium mit dem Diplom ab und absolvierte anschließend bis 2018 das Meisterschülerstudium, ebenfalls bei Prof. Macketanz. Bereits während ihres Studiums erhielt Herrmann den ersten Sachsen_Art-Preis für junge Kunst, wobei die Jury ihre „[…] klaren, stillen, figurativen Kompositionen […]“ lobte.  Im selben Jahr wurde sie durch ein Spiegel-Online Voting zur besten Nachwuchskünstlerin deutscher Kunsthochschulen gewählt. Im Jahr 2023/24 hatte Herrmann einen Lehrauftrag an der Hochschule für Bildende Künste Dresden inne, wo sie in der Malereiklasse von Christian Macketanz unterrichtete.

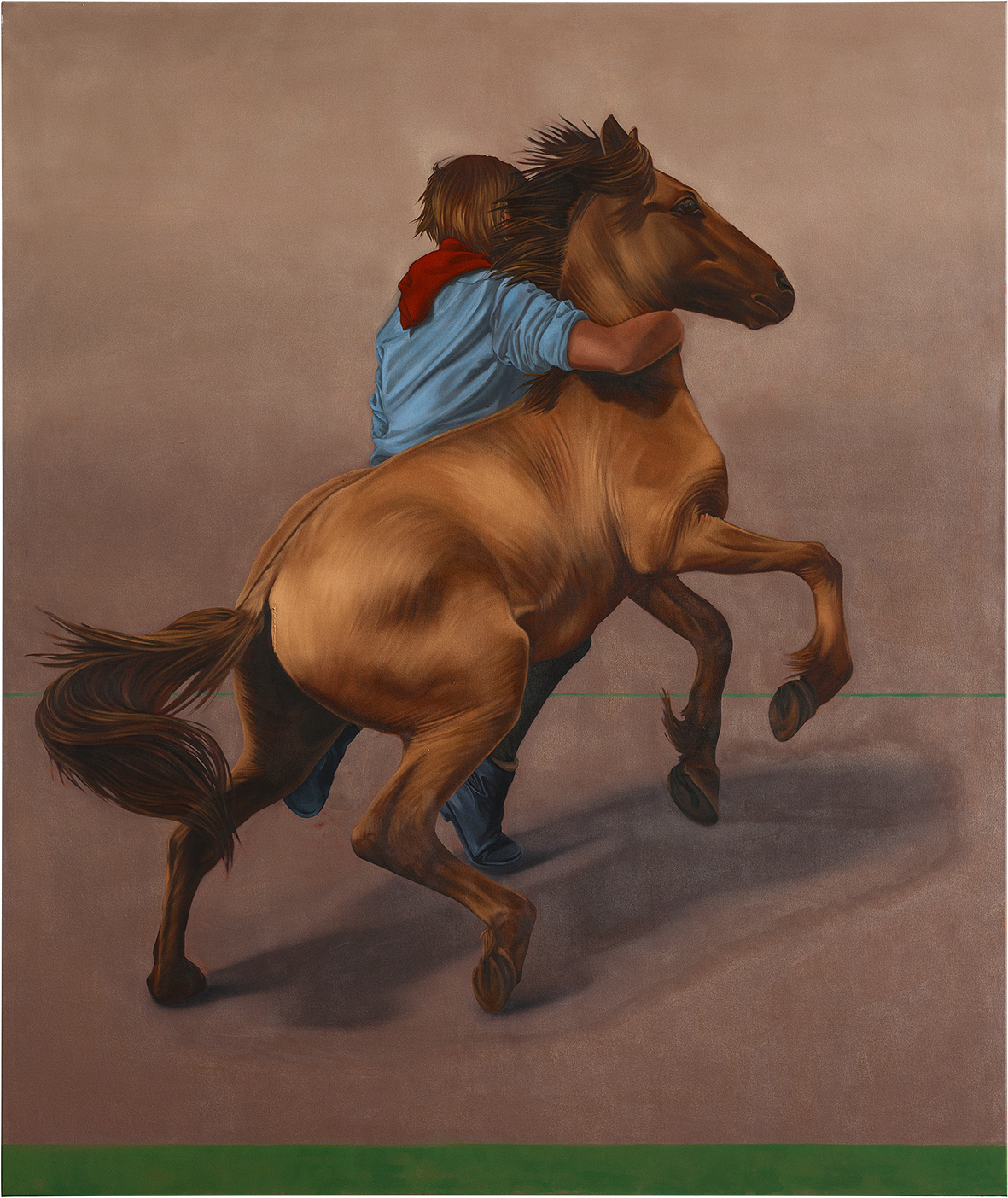
Wiebke Herrmann, Wildfang I, 2017

## Werk

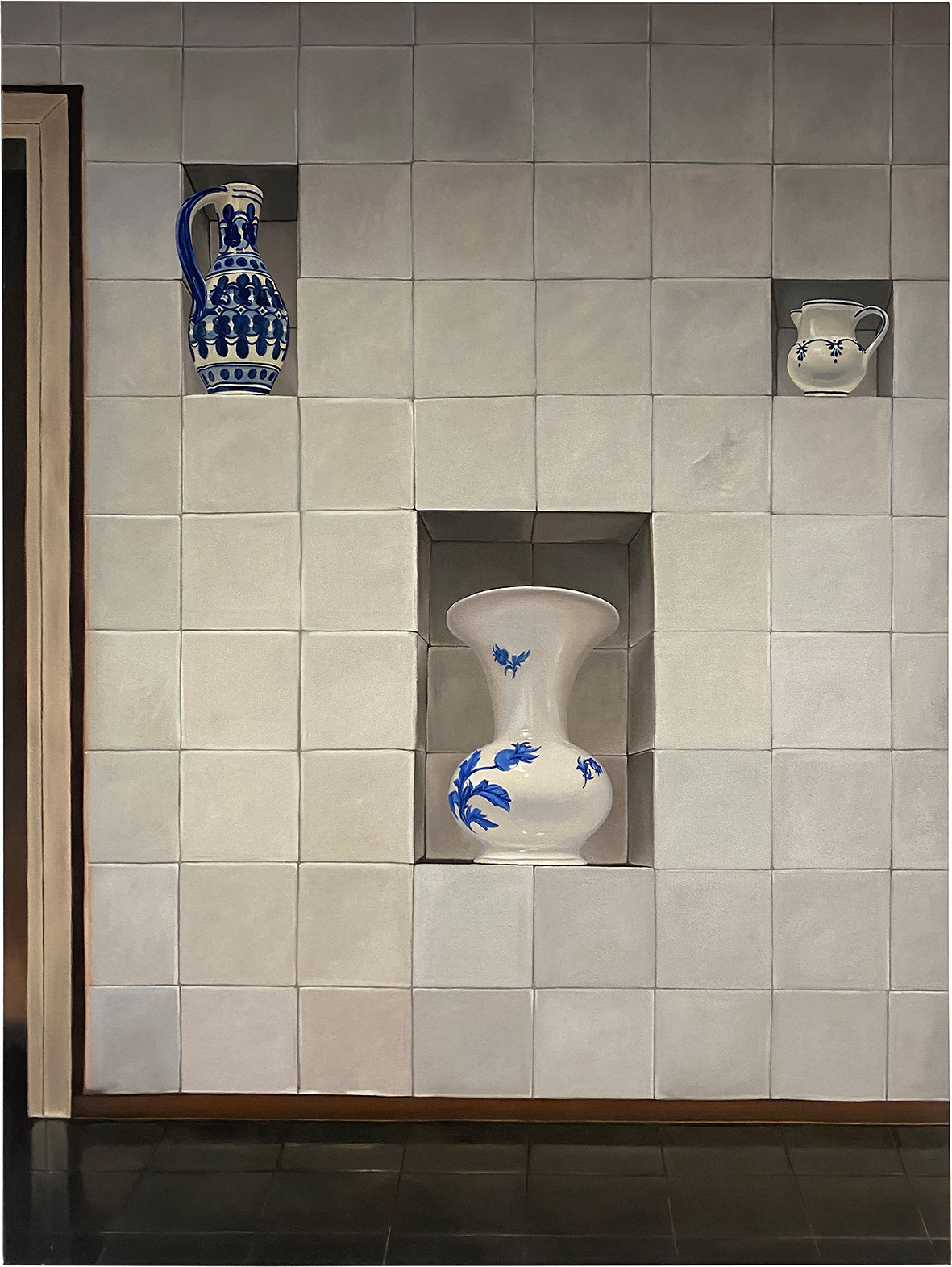
Wiebke Herrmann, Tiles, 2022

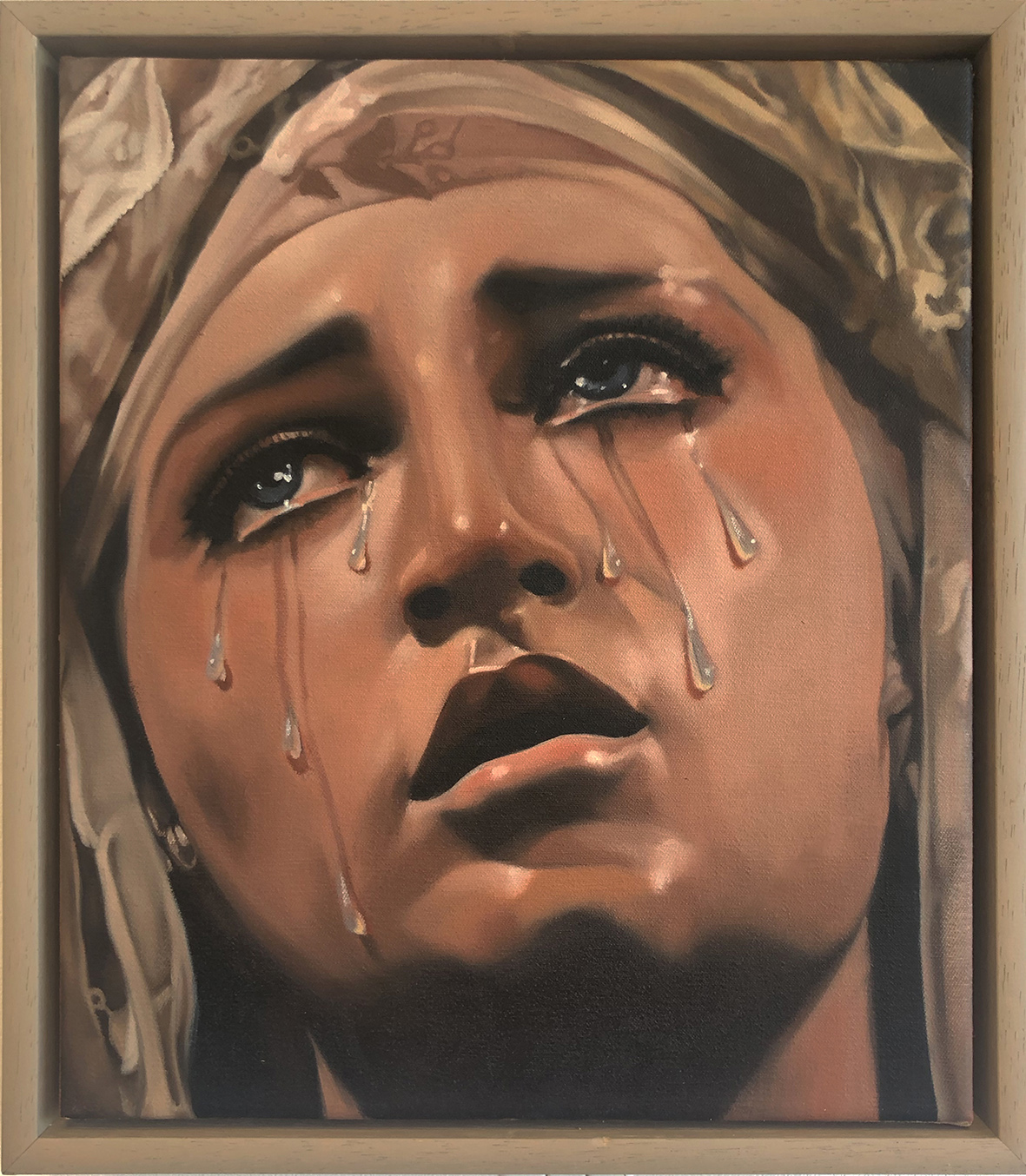
Wiebke Herrmann, Like a Prayer (Madonna VIII), 2020

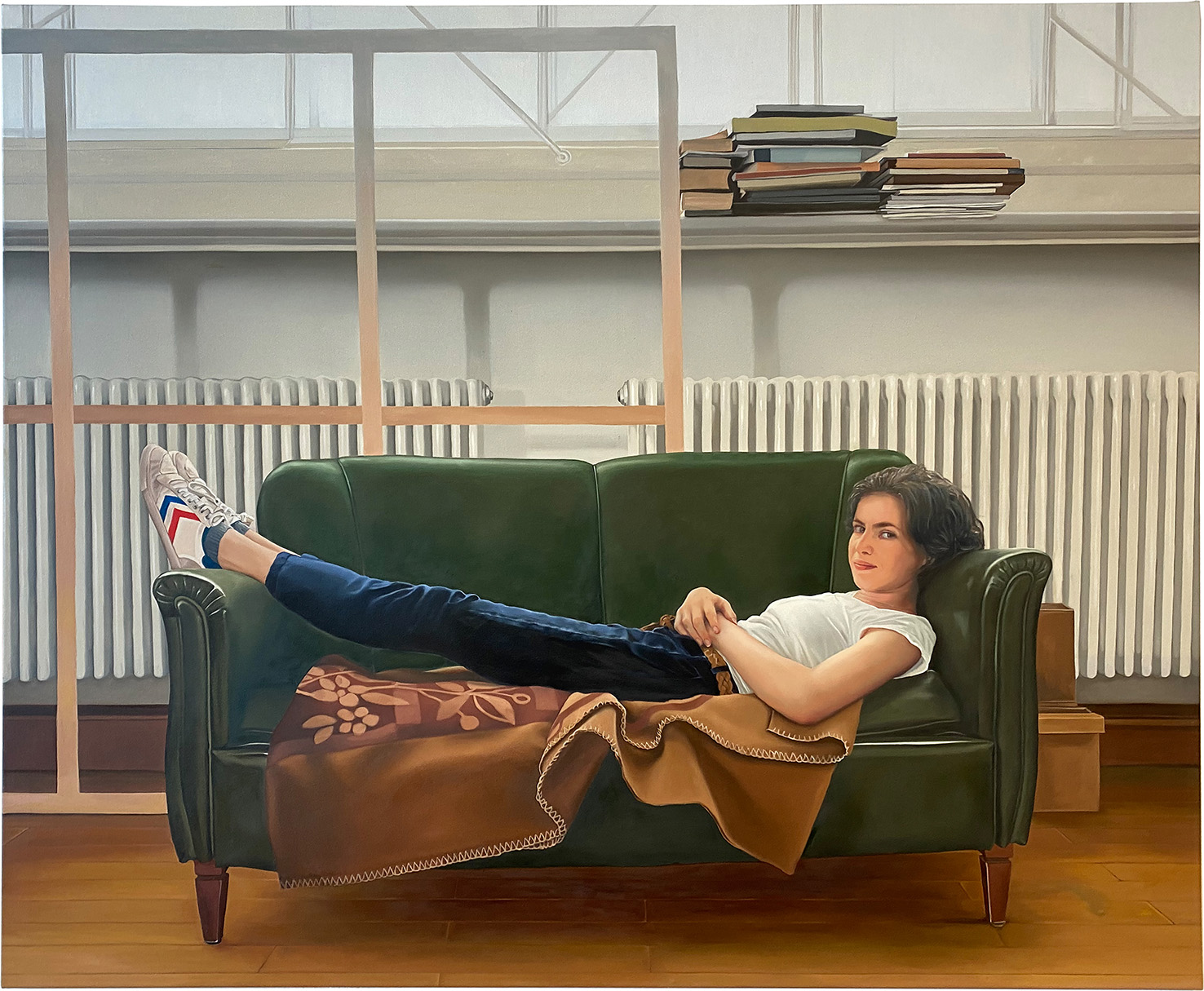
Wiebke Herrmann, Sphinx, 2022

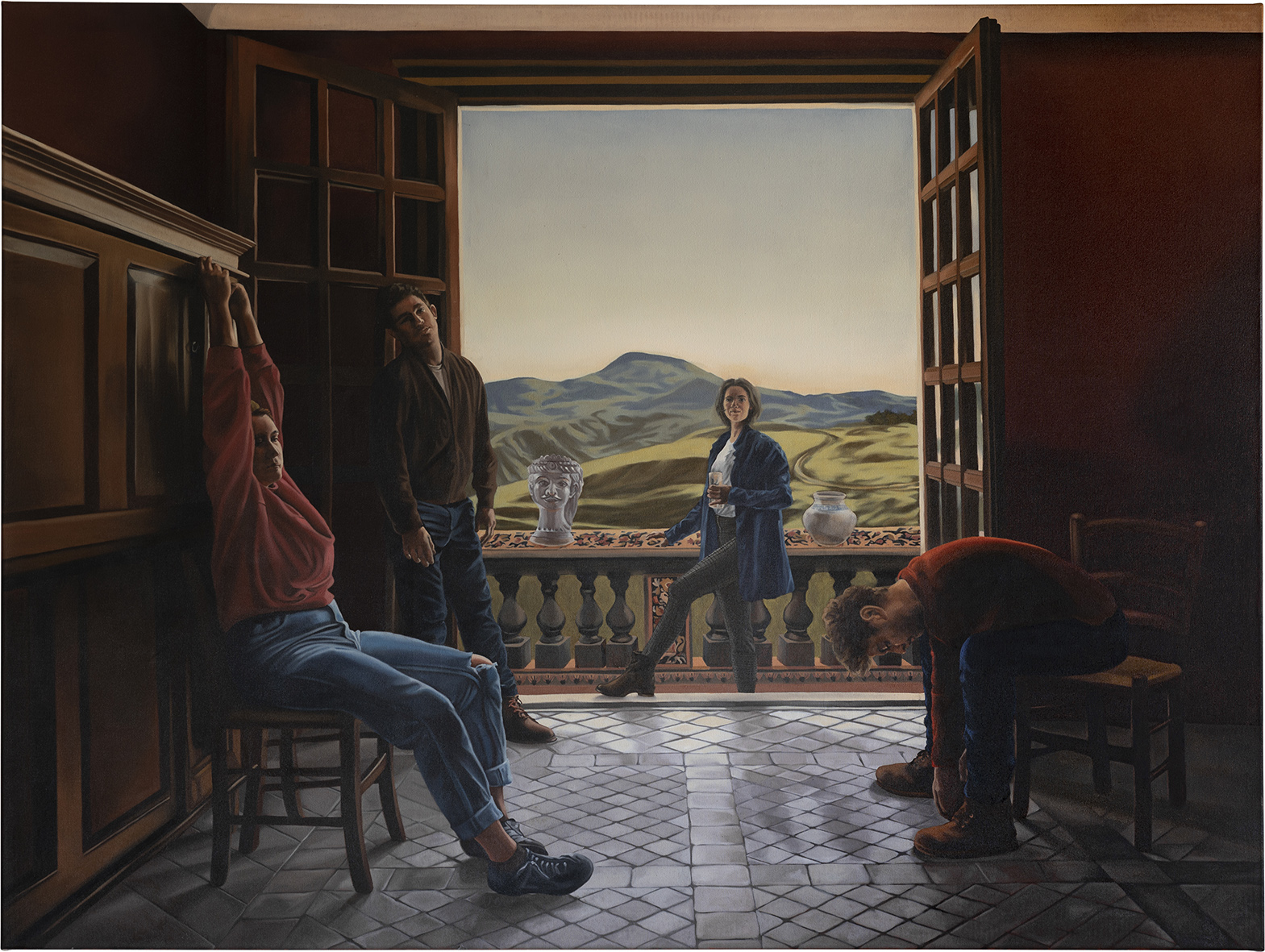
Wiebke Herrmann, Sizilianische Großgrundbesitzerin mit Marionetten, 2020

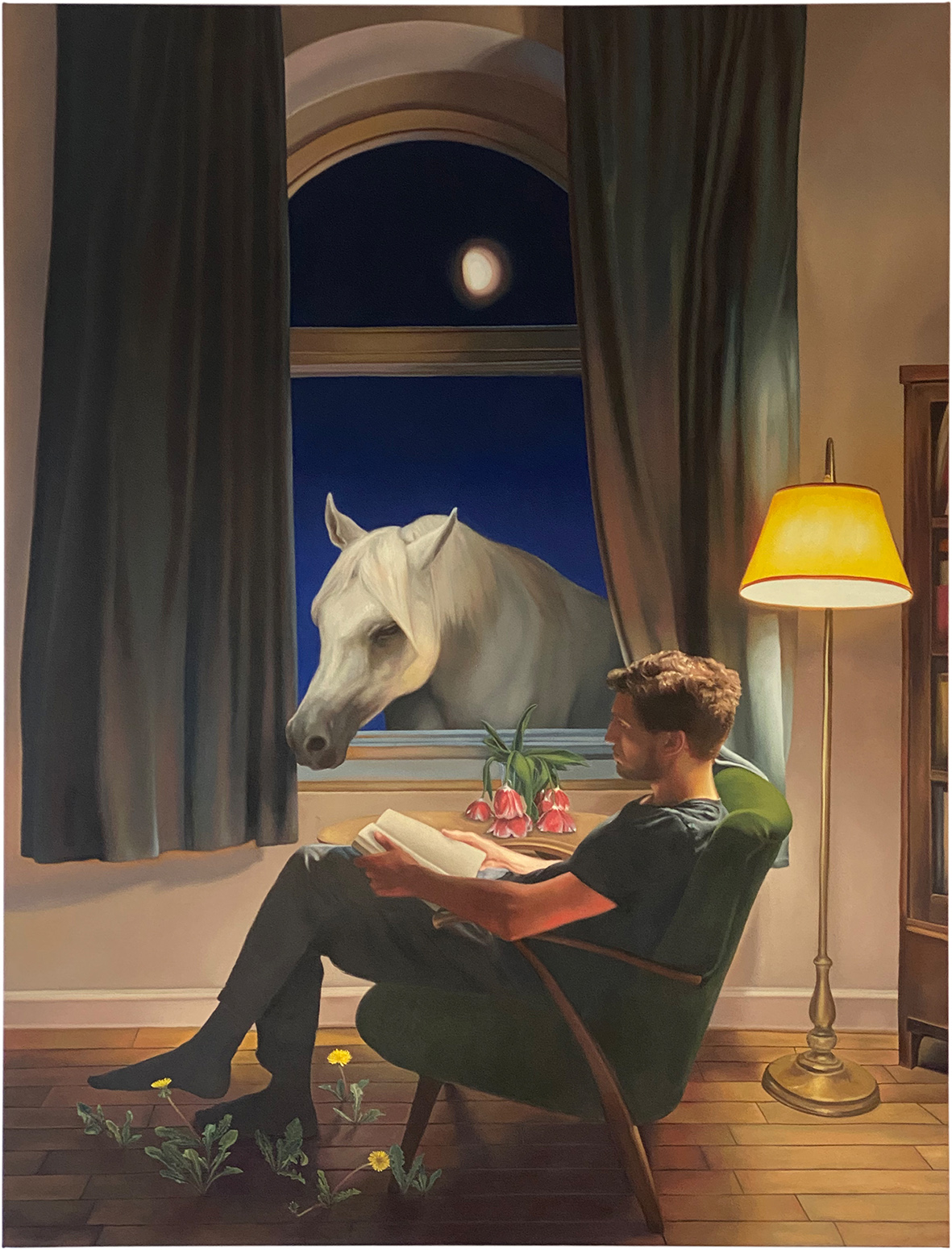
Wiebke Herrmann, Nocturne, 2023

Herrmanns künstlerischer Prozess ist geprägt von der Spannung zwischen Idee und Ausführung. Sie beschreibt den Beginn eines Gemäldes als den entscheidenden Moment, in dem sich die Idee formt und auf der Leinwand klare Konturen annimmt. Herrmanns Malerei ist durch ihre realistische Darstellungsweise und den bewussten Einsatz klassischer Techniken geprägt. Ihre Werke entstehen alla prima, mit fast unsichtbarem Pinselstrich. Prägend für Herrmanns Schaffen ist das serielle Arbeiten, das es ihr erlaubt, komplexe Inhalte und Themen fragmentarisch und doch vielschichtig zu erfassen. Jedes Gemälde wird so zu einem weiteren Schritt auf dem unabschließbaren Weg, sich ihrer Vorstellung von der Welt zu nähern – einem Prozess, in dem das Bild nicht nur Abbild, sondern auch Reflexion und Annäherung ist.
Herrmanns Werke laden zur kontemplativen Auseinandersetzung mit gesellschaftlichen Themen, menschlichen Beziehungen und unserem Umgang mit der Welt ein. Durch die Verbindung altmeisterlicher Anklänge mit zeitgenössischer Sensibilität schafft Herrmann eine nuancierte und meditative Bildsprache. Mit jedem Pinselstrich entsteht ein Dialog zwischen Vergangenheit und Gegenwart, Transzendenz und Weltlichkeit, der den Betrachter auf vielschichtige Weise herausfordert und bewegt.
Deutlich wird ihr serielles Arbeiten in ihren Einzelausstellungen, darunter „Flügge“, „Tabula Rosa“ und „Like A Prayer“. Diese präsentieren die Bandbreite ihrer Bildwelten: von u. a. Tiermotiven, Stillleben mit Porzellan, Porträts bis hin zu Szenen menschlicher Interaktion. So zeigte die Ausstellung „Like A Prayer“ (2024), in der Kirche Maria am Wasser in Dresden, Mariendarstellungen, die zwischen schönster Erhabenheit und tiefem Weltschmerz changieren. Inspiriert von zeitgenössischen Madonnenbildern und Statuen aus südeuropäischen Kirchen, reflektieren diese Werke nicht nur biblische Motive, sondern auch den universellen Schmerz trauernder Mütter – ein zeitloses Echo durch die Jahrhunderte.

## Ausstellungen

### Einzelausstellungen (Auswahl)
- 2016: „Die Leiden der jungen W.“, Kunstraum Neuer Sächsischer Kunstverein, Dresden
- 2018: „Flügge“, Kulturfabrik Hoyerswerda, Hoyerswerda
- 2020: „Tabula Rosa“, Stadtarchiv, Dresden
- 2020: „Meine hundert besten Freunde“, Kunsthaus Raskolnikov, Dresden
- 2022: „Folie á Deux“ – Wiebke Herrmann & Dana Berg, Oswaldz Contemporary Gallery, Dresden
- 2024: „Like A Prayer“, Madonna Portrait-Serie, Kirche Maria am Wasser, Dresden

### Gruppenausstellungen (Auswahl)
- 2013: „Mild at Heart,“ Galleria Maniero, Rom
- 2013: „Plural Projekt ‚Natur‘,“ Atelierhof Kreuzberg, Berlin
- 2014: „staring into clouds,“ Galerie Aula, Brno
- 2015: „Delta,“ espacio gallery, London
- 2016: „I´ve seen a Dying Eye,“ Kunstquartier Bethanien, Studio 1, Berlin
- 2017: „NOW,“ Wiebke Herrmann und Elisabeth Charnock, Galerie Ines Schulz, Dresden
- 2017: „#Worte, denen keine Taten folgen,“ Kunstquartier Bethanien, Berlin
- 2018: „57 Masters,“ Villa de Bank, Enschede
- 2018: „Let Pressure be Pleasure,“ Tapetenwerk, Leipzig
- 2018: „impreuna – Gemeinsam, 8 young female artists from Romania and Germany,“ Airport Sibiu, Rumänien
- 2020: „salondergegenwart,“ Alter Wall 20–22, Hamburg
- 2020: „Hier und Jetzt“ – eine digitale Outdoor – Ausstellung, Staatliche Kunstsammlungen Dresden, Dresden
- 2021: „WIN/WIN,“ Die Ankäufe der Kulturstiftung des Freistaates Sachsen 2021, Halle 14, Spinnerei, Leipzig
- 2022: „Ikebana Inc.,“ Oswaldz Contemporary Gallery, Dresden
- 2022: „11 Jahre SALZ-Verlag – und weiter als wär‘ nichts gewesen,“ Neue Sächsische Galerie, Chemnitz
- 2022: „Neuzugänge zeitgenössische Kunst“ im Kunstfonds 2020/21, Berlin
- 2023: „Schichten & Speichern,“ Galerie drei, Dresden
- 2023: „3HKP,“ Triennale, Eifel
- 2024: „Echtzeit,“ Städtische Galerie, Dresden
- 2024: „Finding Narratives,“ Kunstverein Meißen, Meißen
- 2024: „Pearls ain´t free,“ Kunstverein Usedom, Heringsdorf
- 2025: „EMERGING VOICES,“ Villa Wippermann, Halver

## Auszeichnungen
- 2015: Gewinnerin, Beste*r Nachwuchskünstler*in deutscher Kunsthochschulen, Spiegel Online-Voting
- 2015: 1. Platz, Sachsen_Art Award

## Stipendien
- 2018: Artist in Residence, a room that …, Spinnerei, Leipzig
- 2020: Denkzeit Stipendium, Kulturstiftung des Freistaates Sachsen

## Ankäufe
- 2020: Sizilianische Großgrundbesitzerin mit Marionetten, Städtische Galerie, Dresden
- 2021: Jule im Garten der Livia, Kulturstiftung des Freistaates Sachsen
- 2023: Nocturne, Sächsischer Landtag
- 2024: Madonna del Naranja, Städtische Galerie, Dresden